# حارة بير العنب (صنعاء)
بير العنب هي إحدى حارات حي سدس الروض بمدينة الروضة شمال العاصمة اليمنية "صنعاء"، بلغ تعداد سكانها 507 نسمة حسب تعداد اليمن لعام 2004.